# Applause Awards

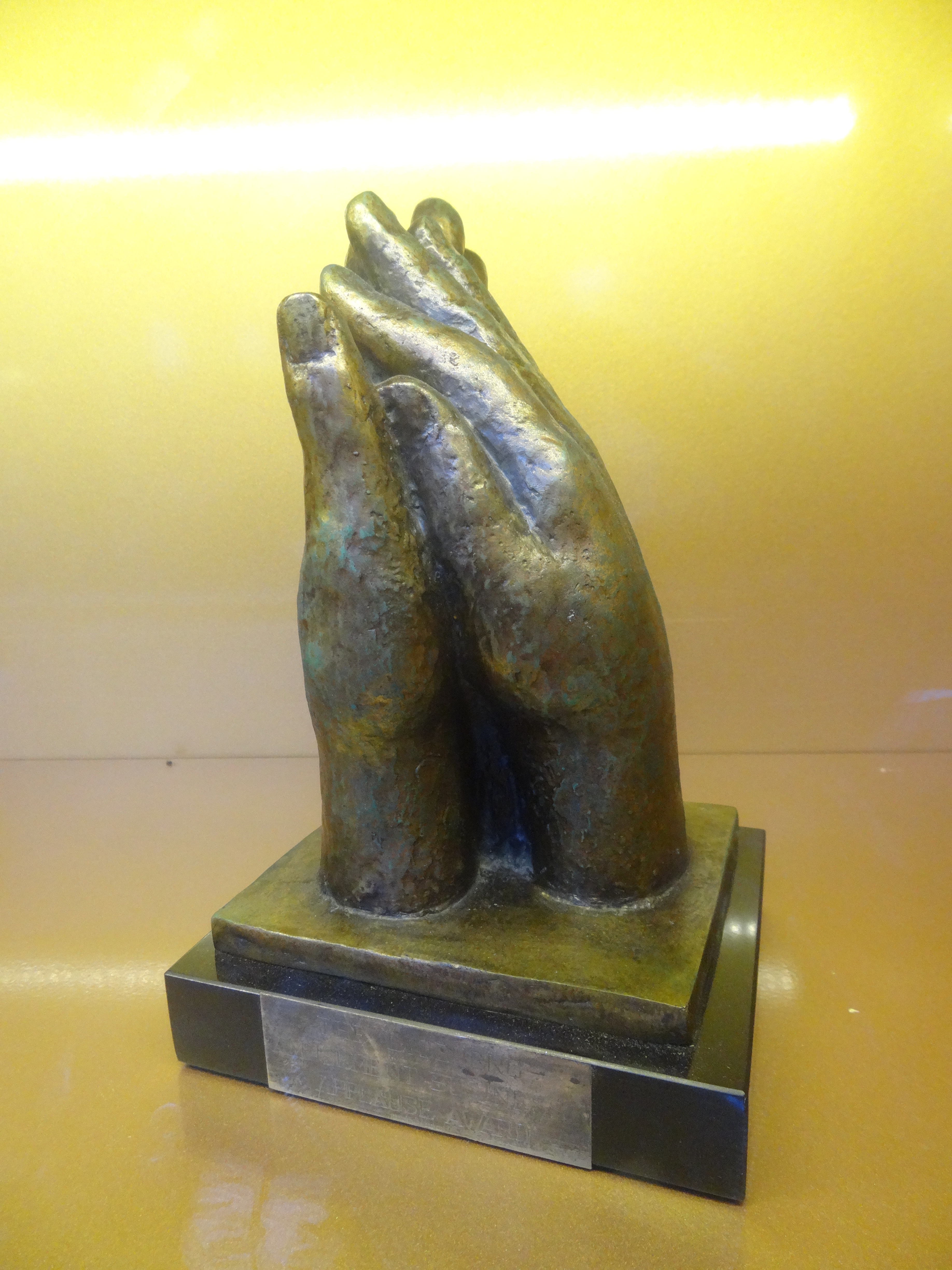
La statua dell'Applause Award

L'Applause Award è un premio internazionale assegnato ai parchi di divertimento, nato nel 1980 ad opera del parco a tema svedese Liseberg.
La premiazione si svolge ogni due anni a Göteborg ed è volta ad onorare il parco di divertimenti la cui "gestione, operazioni e realizzazioni creative hanno ispirato l'industria con la loro lungimiranza, l'originalità e lo sviluppo del business del divertimento".
Il premio è una statua in bronzo di due mani che applaudono, progettato dalla scultrice svedese Astri Bergman Taube.
Il vincitore viene scelto da un consiglio dei governatori di cui, oltre al presidente di Liseberg, fanno parte gli amministratori di altri parchi di divertimento come Europa Park o di ditte produttrici di attrazioni quali Mack e Intamin.
Per tutti questi motivi, è considerato da molti degli addetti ai lavori come il premio Oscar del settore.
Come prevedibile, per gran parte delle edizioni a vincere sono stati i parchi statunitensi, ma spesso vengono considerate anche realtà più piccole e sorprendenti, o perlomeno sconosciute al grande pubblico internazionale. L'Italia si è messa in mostra con il parco veneto di Gardaland, candidato due volte nel 2002 e nel 2004.

## Albo d'Oro

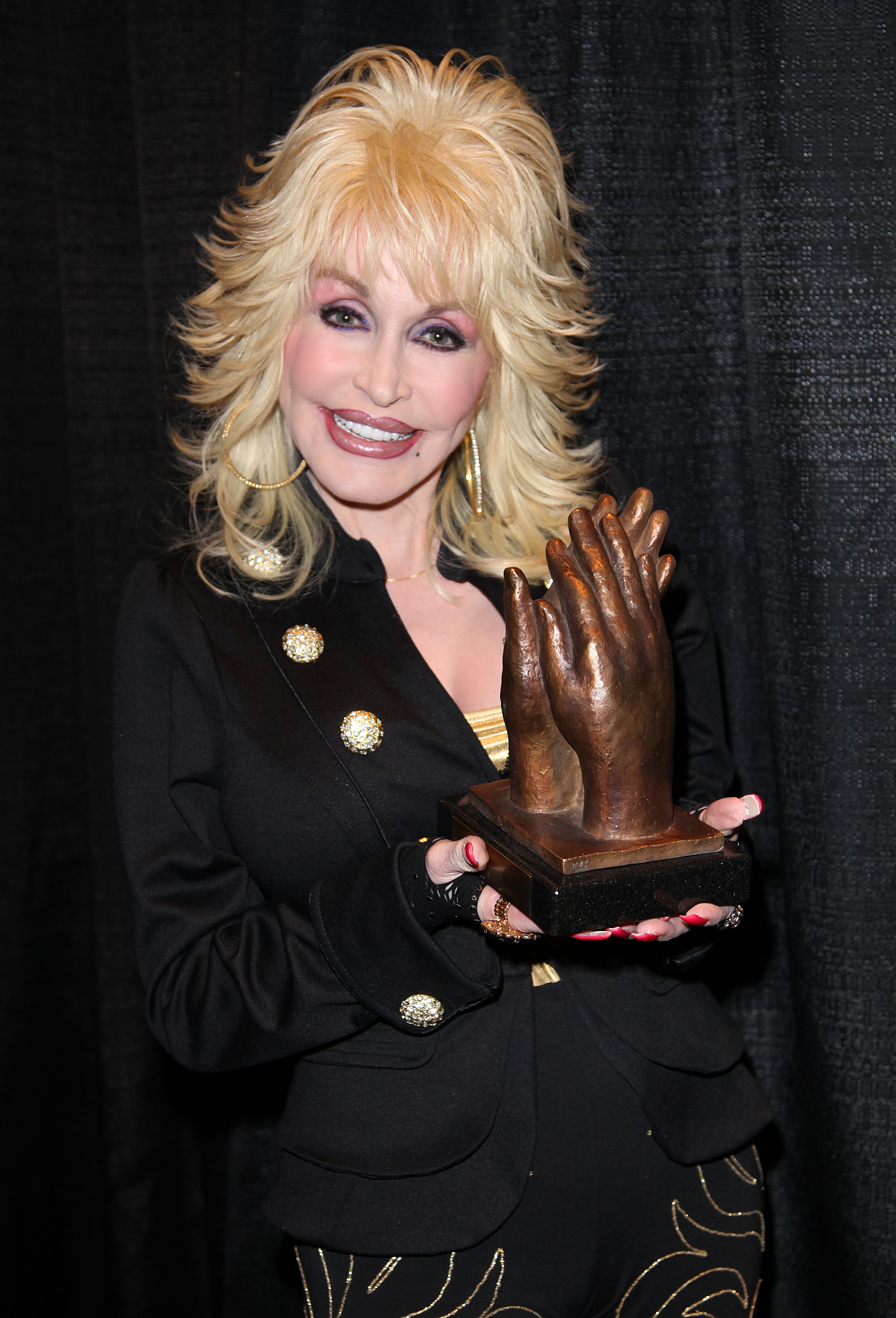
Dolly Parton riceve l'Applause Award 2010 per il suo Dollywood

- 1980 - Magic Kingdom (Bay Lake, USA)
- 1982 - Opryland (Nashville, USA)
- 1984 - non assegnato
- 1986 - Epcot (Bay Lake, USA)
- 1988 - Knott's Berry Farm (Buena Park, USA)
- 1990 - Europa Park (Rust, GER)
- 1992 - Efteling (Kaatsheuvel, OLA)
- 1994 - Universal Studios Florida (Orlando, USA)
- 1996 - Cedar Point (Sandusky, USA)
- 1998 - Silver Dollar City (Branson, USA)
- 2000 - Hersheypark (Derry Township, USA)
- 2002 - Busch Gardens Europe (Williamsburg, USA)
- 2004 - Holiday World & Splashin' Safari (Santa Claus, USA)
- 2006 - Universal's Islands of Adventure (Orlando, USA)
- 2008 - Xetulul Theme Park (Retalhuleu, GUA)
- 2010 - Dollywood (Pigeon Forge, USA)
- 2012 - Ocean Park (Hong Kong, HKG)
- 2014 - Puy du Fou (Les Epesses, FRA)